# Думенко Сергій Валерійович
Сергій Валерійович Думенко (нар. 25 лютого 1968, Дніпропетровськ, УРСР) — український футболіст, півзахисник та нападник.

## Кар'єра гравця
Футболом почав займатися в дніпропетровській школі «Дніпро-75». Перші тренери — Олексій Садовников та Павло Купрієнко. Наприкінці 1984 року Думенко був прийнятий в дубль «Дніпра», в складі якого провів наступний сезон, забивши 2 м'ячі.
У 1986 році Сергій був призваний до армії. Щоб уникнути відправки на Афганську війну, Думенко пішов служити в хабаровський СКА. Після служби Сергія запросили в павлоградський «Шахтар». У команді другої ліги футболіст зіграв 114 матчів, забив 22 голи. У Павлограді його запримітила «Таврія», куди він і перейшов по ходу останнього сезону чемпіонату СРСР.
Після розпаду СРСР дніпропетровський «Дніпро» покинула частина гравців основного складу. Комплектуючи новий склад, скаути «дніпрян» запросили в команду й Думенка. 19 квітня 1992 року в грі з «Прикарпаттям» відбувся дебют Сергія у вищій лізі чемпіонату України. У «Дніпрі» нападник провів три повних сезони. За цей час він в чемпіонатах провів 68 матчів (13 голів), у Кубку України — 13 (4) і ще 3 зустрічі зіграв в Кубку УЄФА.
У 1995 році Думенко обміняли в «Поліграфтехніку» на найкращого снайпера команди Сергія Чуйченка. В складі олександрійської команди він зіграв два матчі в першій лізі чемпіонату України. Перший, 9 квітня 1995 року проти ФК «Сум», який завершив з поразкою олександрійців з рахунком 1:2. У тому матчі Сергій відіграв усі 90 хвилин. І другий, 12 квітня 1995 року проти охтирського «Нафтовика», який також завершився поразкою олександрійців, з рахунком 0:1. Сергій у тому поєдинку відіграв 45 хвилин, а на 46-ій хвилині матчу цього замінив Олександр Оголюк.
Потім Сергій відправився в анапський «Гекріс». Там його знайшов Євген Кучеревський і повернув до української вищої ліги — в «Миколаїв». Сезон у миколаївців вийшов невдалим, команда покинула клас найсильніших, і Сергій поїхав у мінський «Торпедо». Але і в білоруському клубі надовго затриматися Думенко не вдалося - у мінчан погіршився фінансовий стан і футболіст вирішив спробувати свої сили в ізраїльському «Хапоель». Однак, підписавши контракт, так і не провів жодного офіційного матчу.
Після Ізраїлю Микола Павлов покликав Думенка в Маріуполь рятувати «Металург» від вильоту. Відігравши всього три матчі, Сергій за 10 хвилин до кінця зустрічі з кіровоградською «Зіркою» отримав важку травму, після якої провів поза футболом більше року.
Після завершення контракту з маріупольцями повернувся в «Дніпро», в якому відіграв 9 матчів за третю команду клубу і завершив кар'єру.
В сезоні 2003/04 років захищав кольори міні-футбольного клубу «АВІКОМ» (Дніпропетровськ).
У 2013 році виступав у чемпіонаті України в складі ветеранів «Дніпра».

## Досягнення
- Вища ліга чемпіонату України
  -  Срібний призер (1): 1993
  -  Бронзовий призер (2): 1992, 1995